# Rishøj Stadion
Rishøj Stadion er et fodboldstadion i Ølby Lyng, i det nordlige Køge, som er hjemsted for 2. divisionsklubben Rishøj Boldklub.
55°29′11.4″N 12°10′10.36″Ø / 55.486500°N 12.1695444°Ø